# Tour of Qatar 2010
Il Tour of Qatar 2010, nona edizione della corsa, si svolse dal 7 al 12 febbraio su un percorso di 704 km ripartiti in 6 tappe. Fu vinto dall'olandese Wouter Mol della Vacansoleil Pro Cycling Team davanti ai belgi Geert Steurs e Tom Boonen.

## Tappe
| Tappa  | Data        | Percorso                                          | km    | Vincitore di tappa            | Leader cl. generale  |
| ------ | ----------- | ------------------------------------------------- | ----- | ----------------------------- | -------------------- |
| 1ª     | 7 febbraio  | West Bay Lagoon > West Bay Lagoon (cron. squadre) | 8,2   | Sky Professional Cycling Team | Edvald Boasson Hagen |
| 2ª     | 8 febbraio  | Camel Race Track > Qatar Foundation               | 147   | Geert Steurs                  | Wouter Mol           |
| 3ª     | 9 febbraio  | Dukhan > Mesaieed                                 | 136,5 | Tom Boonen                    | Wouter Mol           |
| 4ª     | 10 febbraio | The Pearl > Al Khor Corniche                      | 146,5 | Francesco Chicchi             | Wouter Mol           |
| 5ª     | 11 febbraio | Lusail > Madinat Al Shamal                        | 142   | Tom Boonen                    | Wouter Mol           |
| 6ª     | 12 febbraio | Al Wakra > Doha                                   | 123,5 | Francesco Chicchi             | Wouter Mol           |
| Totale | Totale      | Totale                                            | 704   |                               |                      |

## Dettagli delle tappe

### 1ª tappa
- 7 febbraio: West Bay Lagoon > West Bay Lagoon (cron. squadre) – 8,2 km

| Pos. | Squadra                       | Tempo |
| ---- | ----------------------------- | ----- |
| 1    | Sky Professional Cycling Team | 9"41  |
| 2    | Garmin-Transitions            | a 8"  |
| 3    | Saxo Bank                     | a 13" |

| Pos. | Corridore            | Squadra | Tempo |
| ---- | -------------------- | ------- | ----- |
| 1    | Edvald Boasson Hagen | Sky     | 9'41" |
| 2    | Juan Antonio Flecha  | Sky     | s.t.  |
| 3    | Bradley Wiggins      | Sky     | s.t.  |

### 2ª tappa
- 8 febbraio: Camel Race Track > Qatar Foundation – 147 km

| Pos. | Corridore    | Squadra     | Tempo    |
| ---- | ------------ | ----------- | -------- |
| 1    | Geert Steurs | Vlaanderen  | 3h31'00" |
| 2    | Wouter Mol   | Vacansoleil | s.t.     |
| 3    | Roger Kluge  | Team Milram | a 1'51"  |

| Pos. | Corridore    | Squadra     | Tempo    |
| ---- | ------------ | ----------- | -------- |
| 1    | Wouter Mol   | Vacansoleil | 3h40'51" |
| 2    | Geert Steurs | Vlaanderen  | a 9"     |
| 3    | Roger Kluge  | Team Milram | a 2'02"  |

### 3ª tappa
- 9 febbraio: Dukhan > Mesaieed – 136,5 km

| Pos. | Corridore         | Squadra    | Tempo    |
| ---- | ----------------- | ---------- | -------- |
| 1    | Tom Boonen        | Quick Step | 3h01'39" |
| 2    | Heinrich Haussler | Cervélo    | s.t.     |
| 3    | Baden Cooke       | Saxo Bank  | s.t.     |

| Pos. | Corridore    | Squadra     | Tempo    |
| ---- | ------------ | ----------- | -------- |
| 1    | Wouter Mol   | Vacansoleil | 6h42'30" |
| 2    | Geert Steurs | Vlaanderen  | a 9"     |
| 3    | Tom Boonen   | Quick Step  | a 1'55"  |

### 4ª tappa
- 10 febbraio: The Pearl > Al Khor Corniche – 146,5 km

| Pos. | Corridore         | Squadra   | Tempo    |
| ---- | ----------------- | --------- | -------- |
| 1    | Francesco Chicchi | Liquigas  | 3h16'58" |
| 2    | Heinrich Haussler | Cervélo   | s.t.     |
| 3    | Juan José Haedo   | Saxo Bank | s.t.     |

| Pos. | Corridore    | Squadra     | Tempo    |
| ---- | ------------ | ----------- | -------- |
| 1    | Wouter Mol   | Vacansoleil | 9h59'28" |
| 2    | Geert Steurs | Vlaanderen  | a 15"    |
| 3    | Tom Boonen   | Quick Step  | a 1'55"  |

### 5ª tappa
- 11 febbraio: Lusail > Madinat Al Shamal – 142 km

| Pos. | Corridore            | Squadra      | Tempo    |
| ---- | -------------------- | ------------ | -------- |
| 1    | Tom Boonen           | Quick Step   | 3h13'00" |
| 2    | Danilo Napolitano    | Team Katusha | s.t.     |
| 3    | Edvald Boasson Hagen | Sky          | s.t.     |

| Pos. | Corridore    | Squadra     | Tempo     |
| ---- | ------------ | ----------- | --------- |
| 1    | Wouter Mol   | Vacansoleil | 13h12'28" |
| 2    | Geert Steurs | Vlaanderen  | a 9"      |
| 3    | Tom Boonen   | Quick Step  | a 1'45"   |

### 6ª tappa
- 12 febbraio: Al Wakra > Doha – 123,5 km

| Pos. | Corridore         | Squadra   | Tempo    |
| ---- | ----------------- | --------- | -------- |
| 1    | Francesco Chicchi | Liquigas  | 2h42'49" |
| 2    | Tyler Farrar      | Garmin    | s.t.     |
| 3    | Juan José Haedo   | Saxo Bank | s.t.     |

| Pos. | Corridore    | Squadra     | Tempo     |
| ---- | ------------ | ----------- | --------- |
| 1    | Wouter Mol   | Vacansoleil | 15h55'17" |
| 2    | Geert Steurs | Vlaanderen  | a 35"     |
| 3    | Tom Boonen   | Quick Step  | a 1'45"   |

## Classifiche finali

### Classifica generale
| Pos. | Corridore         | Squadra                      | Tempo     |
| ---- | ----------------- | ---------------------------- | --------- |
| 1    | Wouter Mol        | Vacansoleil Pro Cycling Team | 15h55'17" |
| 2    | Geert Steurs      | Topsport Vlaanderen-Mercator | a 35"     |
| 3    | Tom Boonen        | Quick Step                   | a 1'45"   |
| 4    | Roger Kluge       | Team Milram                  | a 1'59"   |
| 5    | Marcus Burghardt  | BMC Racing Team              | a 2'05"   |
| 6    | Danilo Napolitano | Team Katusha                 | a 2'09"   |
| 7    | Philippe Gilbert  | Omega Pharma-Lotto           | a 2'17"   |
| 8    | Francesco Chicchi | Liquigas-Doimo               | a 2'28"   |
| 9    | Heinrich Haussler | Cervélo TestTeam             | a 2'37"   |
| 10   | Stuart O'Grady    | Saxo Bank                    | a 2'40"   |